# Предраг Владисавлевич
Предраг Владисавлевич (серб. Предраг Владисављевић; 8 червня 1919 - 5 липня 2000) - учасник Національно-визвольної боротьби та громадсько-політичний працівник СФР Югославії, СР Сербії та САК Воєводини. Він виконував функції президента Воєводини двічі.

## Біографія
Предраг Владисавлевич народився 8 червня 1919 року. в Добановцях біля Земуна. Закінчив політичний коледж Джуро Джаковича в Белграді.
Учасник Національно-визвольної боротьби з 1942 року і член Комуністичної партії Югославії з 1944 року.
Був секретарем районного комітету КПЮ у Шиді, президентом Ради виробників, президентом Економічної ради Асамблеї АК Воєводини та президентом Провінційної Ради Союзу профспілок Югославії у Воєводині. Його обрали членом Секретаріату Провінційного комітету Союзу комуністів Сербії для Воєводини.
Був президентом САК Воєводини двічі з листопада 1981 року до травня 1982 року та з 7 травня 1985 року до травня 1986 року.